# Мальтійська кухня

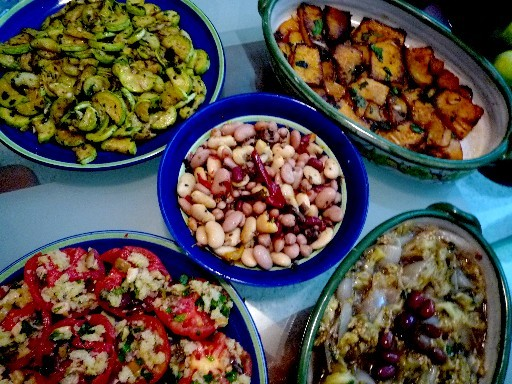
Страви мальтійської кухні

Мальтійська кухня належить до середземноморської кухні й мала вплив як європейської, так і північноафриканської кухонь. Особливістю цієї острівної кухні є мале вживання м'яса. Найбільш вживані овочі (томати, кабачки, паприка, маслини та ін.) та риба. Дуже поширена риба дорада, яка навіть зображується на мальтійских монетах. Страви звичайно готуються довго, на малому вогні, як це типово для всього Середземномор'я, яке бідне на деревину.

## Загальна характеристика

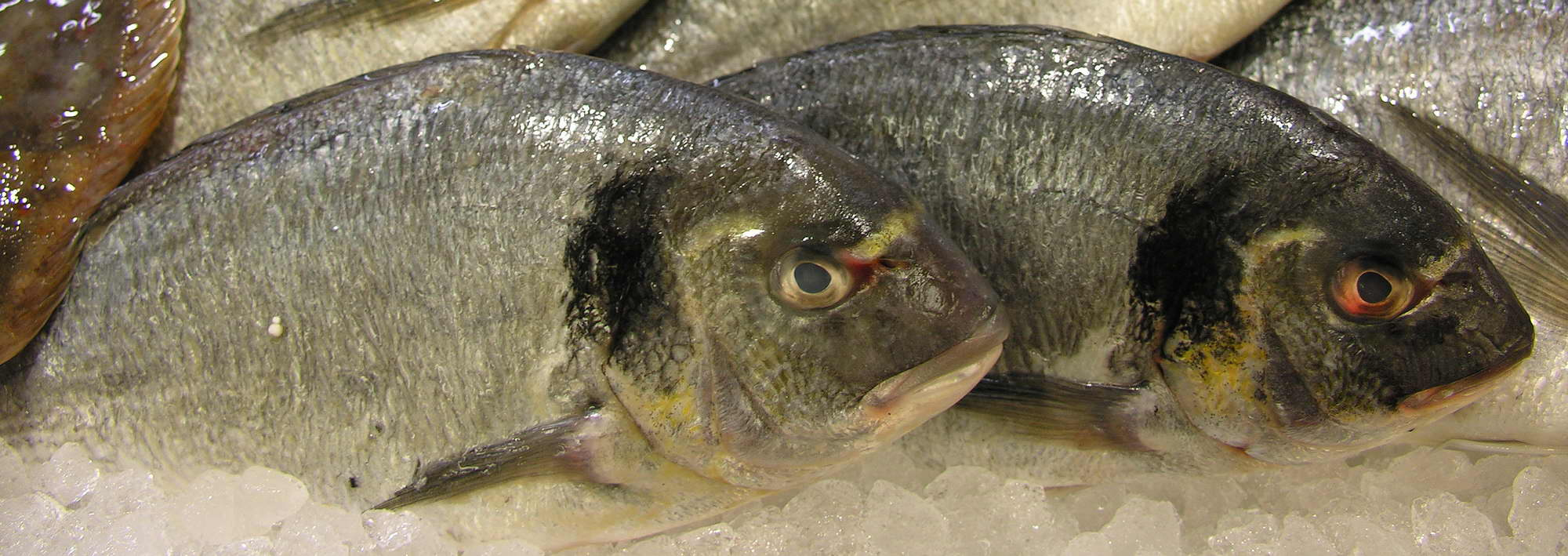
Дорада

Великою популярністю користуються всілякі види пасти. Також поширені равіолі з начинкою із сиру рикота. Оскільки Мальта — острівна держава, важливе місце в мальтійській кухні займає риба (форель, кефаль, морський окунь та ін.) та інші дари моря — кальмари, восьминоги, мідії, устриці. Для приготування страв з м'яса використовується кролятина, яловичина, свинина, птиця. Популярні різновиди козячого та овечого сирів. Активно використовуються овочі: помідори, баклажани, цвітна капуста, артишоки, каштани, перець, кабачки, цибуля, часник. На гарнір крім макаронних виробів також подають рис чи картоплю. Мальтійський хліб — хобза — печуть у печі на вугіллі. Серед іншої випічки можна виділити різноманітні пироги, печиво, трубочки, бісквіти з мигдалем, фісташками, інжиром. Основним алкогольним напоєм є вино. Також має попит пиво. З безалкогольних напоїв мальтійці віддають перевагу чаю, каві та різноманітним видам газованих напоїв.

## Типові страви

### Закуски. Супи
- Фул медамес — боби з часником.
- Бигілла — пюре з бобів.
- Беббуш — рагу з равликів.
- Мінестроне — овочевий суп з пастою або рисом.
- Кавлата — овочевий суп з капустою та свининою.
- Алджотта — рибний суп з помідорами та часником.
- Кусксу — суп з бобами та дрібними макаронними виробами.
- Удовин суп (soppa tal-armla) - суп з квасолі з кусочком сиру Гбейнет.

### Макаронні вироби. Рис.
- Тімпана — запіканка з макаронів, фаршу, сиру та томатів.
- Фрога тат-тарджа — омлет із макаронами.
- Рос-іл-Форн — рисова запіканка з фаршу, яєць та шафрану.

### М'ясо
- Фенката — кролик тушкований з овочами.
- Брачола — обсмажені шматки яловичини.
- Лахам фуг іл-фвор — тушкована з беконом і часник яловичина.
- Фалда мимліджа — фарширований свинячий бік.
- Лахам таз-зиемель — смажене або запечене м'ясо жеребця.

### Риба та морепродукти
- Лампукі — риба, більш відома як дорада, яку смажать, варять, тушкують, роблять із нею пироги.
- Стуффат тал-кьярніт — тушкований восьминіг.
- Кламарі мимліджа — фаршировані кальмари.

### Овочі
- Бзар мимлі — фарширований перець.
- Брунгієль мимлі — фаршировані баклажани.
- Кьярабагхлі мимлі — фаршировані кабачки.
- Кьякьйос мимлі — фаршировані артишоки.
- Капоната — вид овочевого рагу з баклажанів, тушкованих разом з іншими овочами.

### Сири. Яйця
- Джбейна — маленький круглий сир з козячого чи овечого молока.
- Фрога — омлет із сиром, бобами чи м'ясом.
- Бальбульджата — яєчня з помідорами та цибулею.

### Несолодка випічка
- Хобза — мальтійський хліб.
- Фтіра — коржики.
- Сфінег — оладки.
- Пастицці — пиріжки з листкового тіста з начинкою.

### Солодощі
- Імкарет — десерт.
- Каннолі — вафельна трубочка з начинкою.
- Тостед равіоллі — равіолі з солодкою начинкою, смажені у фритюрі.
- Торті тат-тамал - торт з какао.
- Торті тал-марморат — мигдально-шоколадний пиріг.
- Пудина тал-хобз — хлібний пудинг з родзинками та какао.
- Кварезімал — мигдалеве печиво.
- Фіголла — великодня випічка з пісочного тіста з начинкою з марципану.
- Зеполле — пончики.

### Напої
- Гулеп тал-харруб - сироп з ріжкового дерева.
- Імбулджуту - напій з каштану, какао, гвоздики і цедри цитрусових.
- Руггата — напій з кориці, ванілі, гіркого мигдалю, цукру, води та молока.

## Галерея

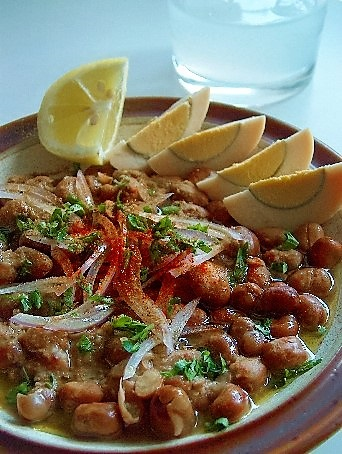
Фул медамес з яйцями та овочами
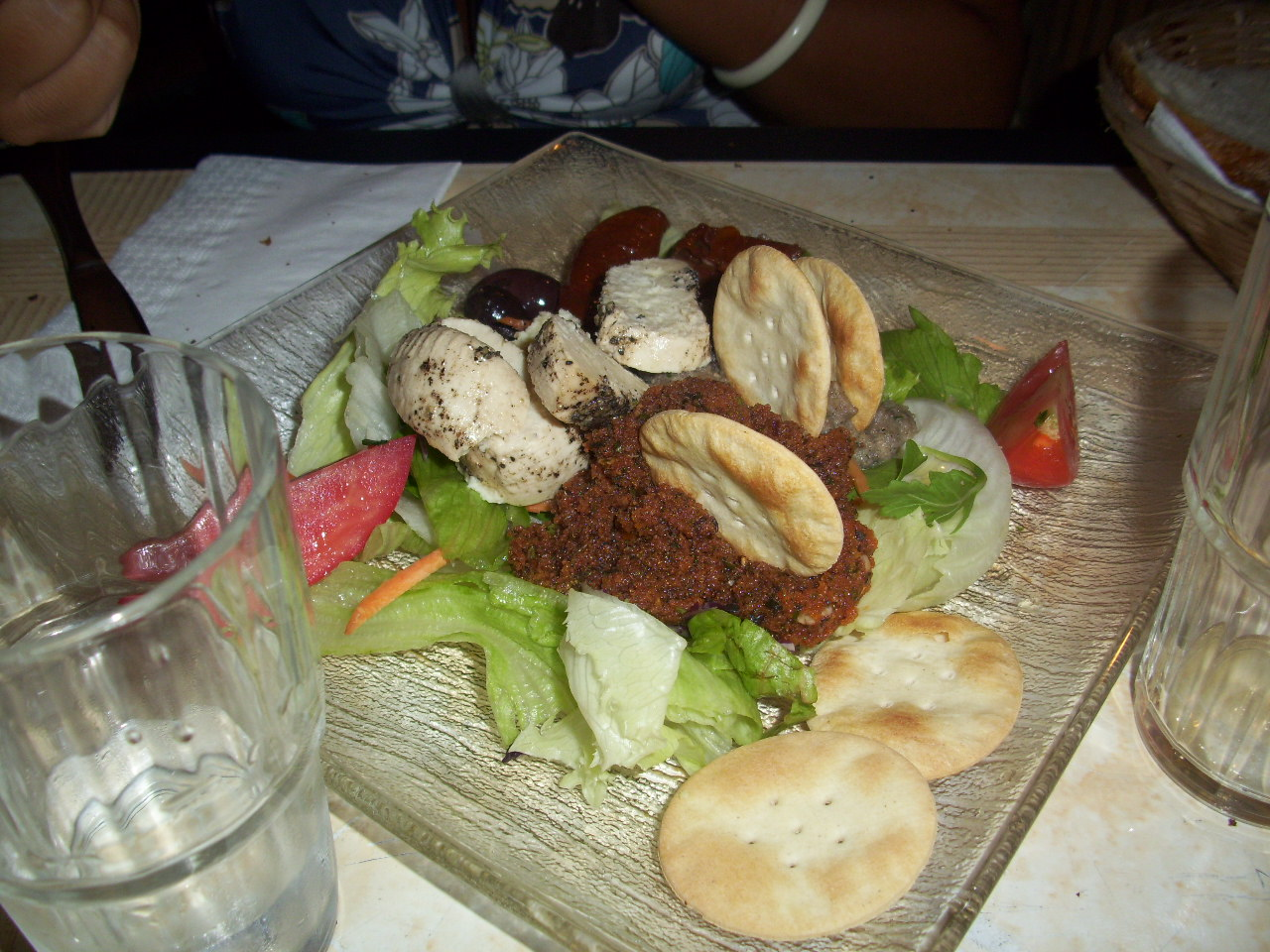
Бігілла з грінками, сиром та салатом
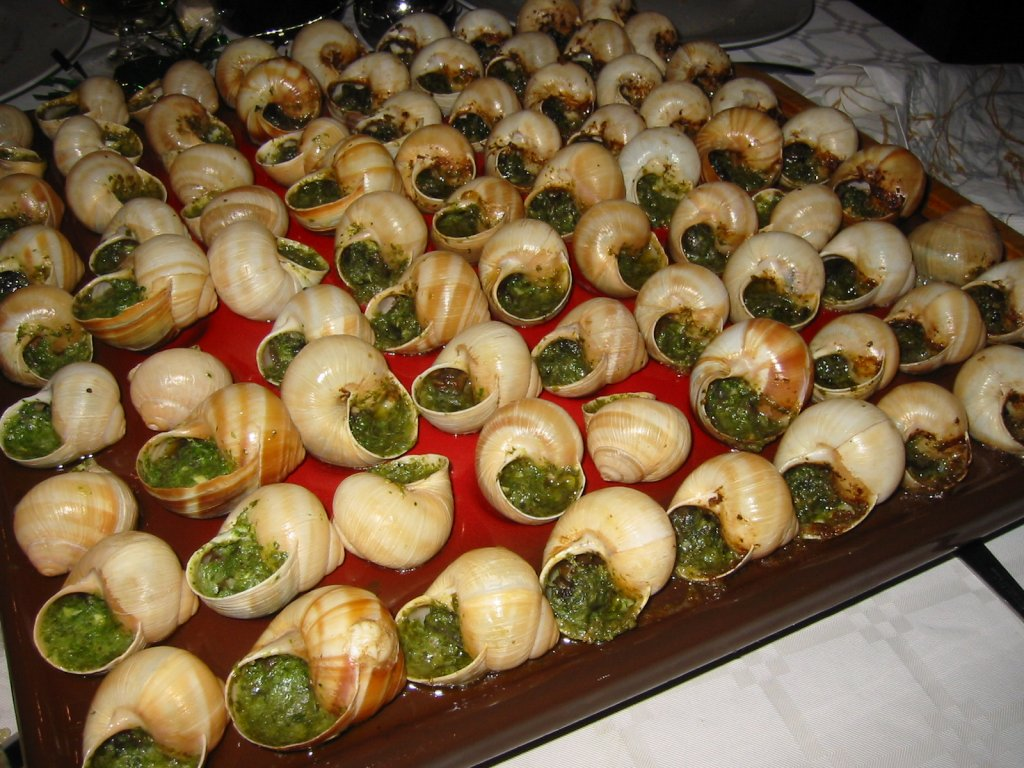
Ескарго
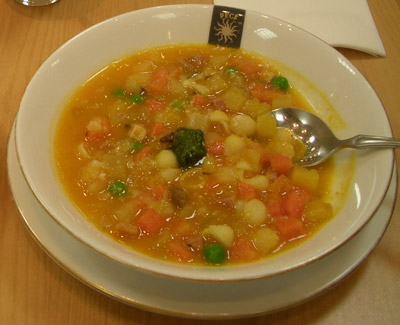
Мінестроне
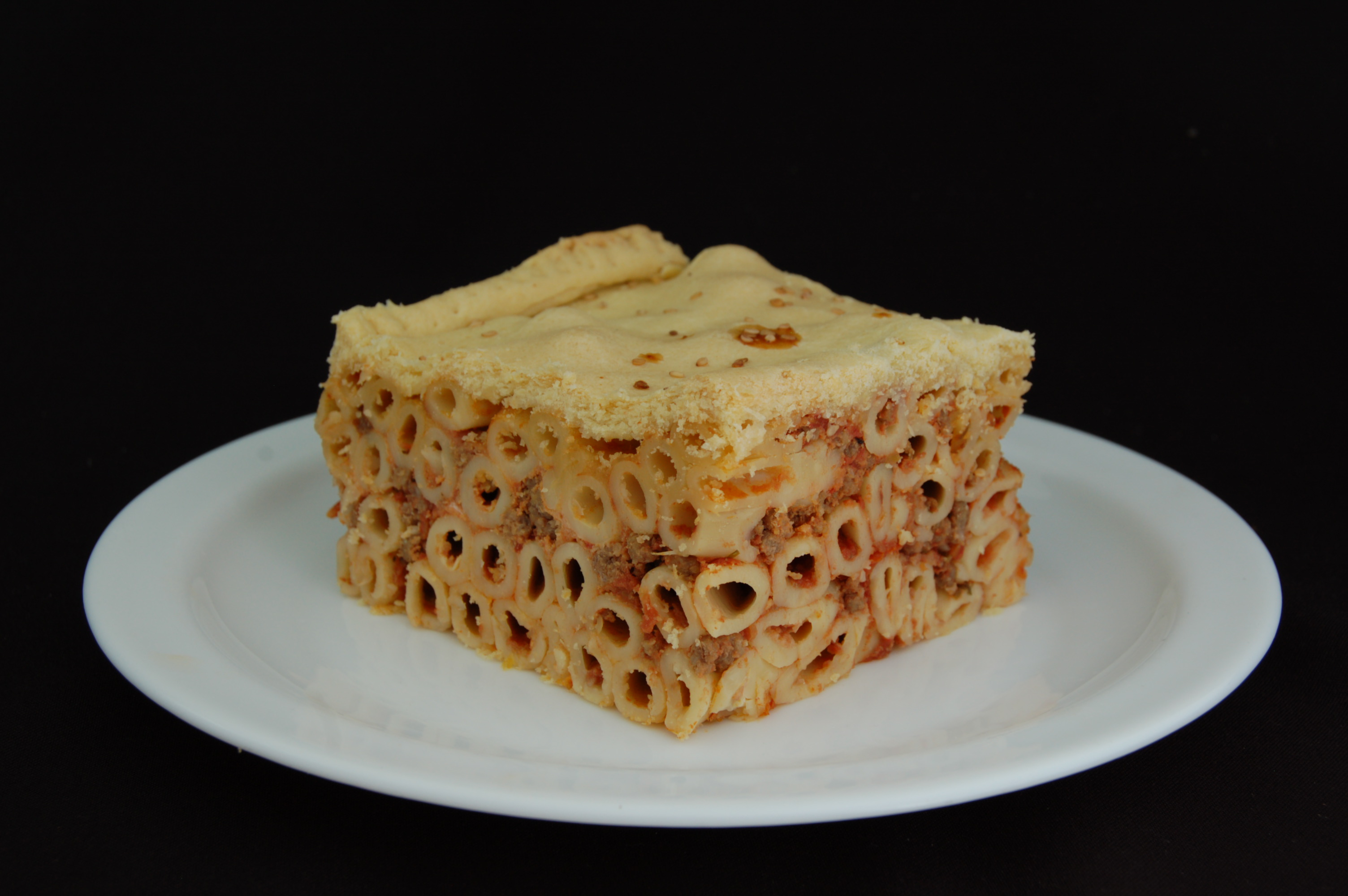
Тімпана